# پاراگراف
پاراگراف (به فرانسوی: Paragraphe) یا بند یا پارنوشته، یک یکای کامل بیان اما مربوط به نوشته‌های پیش و پس از خود است و آغاز آن، با یک خط تازه نشان داده می‌شود. گاهی خط نخست، تو رفته می‌شود؛ گاه نیز بدون آغاز خط تازه، آغاز بند تو رفته می‌شود. در زبان‌های اروپا در زمان‌های گوناگون، آغاز بند با نشانهٔ ¶ مشخص شده‌است.

## ساختار بند
آغاز با جملهٔ عنوان، بنیادی‌ترین نکتهٔ بند را شرح می‌دهد. دادن جزئیات، دلایل، یا نمونه‌ها برای پشتیبانی از موضوع، گفته و جمله پایان با جملهٔ پایانی، بازگویی نکتهٔ بنیادی این بند.

## بند در HTML
در اکس‌اچ‌تی‌ام‌ال بند را با p نشان می‌دهند. آغاز بند را با تگ <p> و پایان آن را با </p> نشان می‌دهند. در HTML گذاشتن تگ پایانی اختیاری می‌باشد، چرا که با بهرهٔ دوباره از تگ آغاز بند <p>، سامانه خودبه‌خود بندی تازه را آغاز می‌کند.